# 石钟镇
石钟镇，是中华人民共和国四川省资阳市简阳市下辖的一个乡镇级行政单位。2019年12月，撤销平窝乡，将其所属行政区域划归石钟镇管辖。将石钟镇民主村划归青龙镇管辖。

## 行政区划
石钟镇下辖以下地区：
均乐村、民强村、民主村、石河村、石王村、五桂村、长沟村、胜锋村、义学村、新华村、山泉村、前锋村、长顺村、黄连村和天鹅村。
调整后，石钟镇辖原平窝乡和龙颈街社区、长沟村、义学村、前锋村、山泉村、新华村、胜锋村、黄连村、天鹅村、均乐村、民强村、石王村、石河村、五桂村所属行政区域，石钟镇人民政府驻龙颈街55-5号。